# Litteratur i Umeå
Litteratur i Umeå är en översikt över litteratur och författare i och kring Umeå och södra Västerbotten.
Det är knappast någon slump att flera av länsdelens äldsta kända verk författades av präster som Pehr Stenberg och J Anders Linder, som var väl förtrogna med det skrivna ordet. Deras självbiografiska dagböcker har dock mycket att berätta även om stadens och omlandets historia. Det tidiga 1900-talets författare – som Astrid Väring, H.-K. Rönblom, Thorsten Jonsson och Lars Widding – hade oftare bakgrund inom journalistiken, vilket märks i en mer samhällskritisk ansats och verklighetsnära skildringar av stadens inre liv.   
Etableringen av Umeå universitet från 1965 är tämligen osynlig i litteraturen – framförallt saknas "politisk" litteratur (om man undantar författare som Sara Lidman och Stieg Larsson, som dock båda har rötter i norra länet och skrev sina mest betydande verk på annan ort.) Bland de få skildringar av tiden för "det röda universitet" märks Göran Häggs roman Faust i Boteå (1984) och Micke Leijnegards intervjubok 68:orna – Var blev ni av, ljuva drömmar (2013). Några år in på 2000-talet har dock Umeå "satts på kartan" i kriminialromaner av bland andra Anki Edvinsson, Mikael Andersson och Pontus Matsson.    
Det lokala litterära samtalet lever dock starkt lokalt, inte minst tack vare mötesplatser som den årliga litteraturfestivalen Littfest och antikvariat som Bokcafé Pilgatan och H:ström – Text & Kultur.   

## Förhistoria
Den förste Umebo som satt spår i litteraturhistorien är, såvitt känt, fältskären och landsfiskalen Johan Schönheit, född i mitten av 1600-talet i den svensk-tyska provinsen Bremen-Verden. Han rekryterades 1680 till Västerbotten men hamnade snart i konflikt med landshövding Gustaf Douglas. Schönheit kastades i fängelse där han ägnade sig åt religiösa grubblerier och kom i kontakt med en roman av den tyske författaren Hans Jakob Christoffel von Grimmelshausens, som han översatte till svenska med titeln Kyske Josephs. Han nekades dock tillstånd att trycka boken, som ansågs ogudaktig, vilket förstärkte hans kritik mot överheten. Efter att först ha dömts till livstids straffarbete dömdes han till döden, och avrättades i Marstrands fästning den 30 juli 1706.

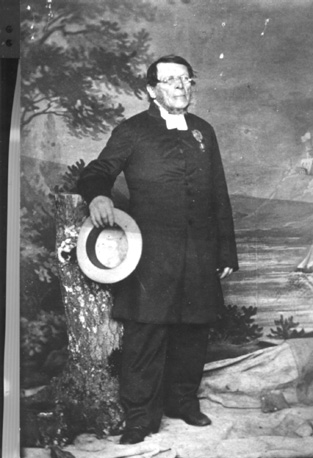
Johan Anders Linder.

Tidigt ute var också Pehr Stenberg (1758–1824), bondsonen från Stöcke som fick möjlighet att studera vid akademin i Åbo och från 1792 komminister i Umeå stadsförsamling. Vid sidan av yrket sammanställde han en omfattande ordbok över umemålet, men framför allt en öppenhjärtig självbiografi, Pehr Stenbergs levernesbeskrivning, på nästan 5 000 handskrivna sidor. Verket om fyra volymer plus register, som utgavs först åren 2014–2018, liknades i en anmälan av Gunnar Balgård vid "en romanvärld av Tolstojs dimensioner".
En tredje föregångare var prästen Johan Anders Linder (1783–1877), vars omfattande – drygt 1 500 sidor – verk Minnen: om människor och kulturliv i 1800-talets Umeå, åren 2020-2021 gavs ut av Skytteanska samfundet. 
Ännu en föregångare var lantmätaren Daniel Åslund (1826–1885), i mitten av 1800-talet blev känd som författare genom boken Poetiska ungdoms-synder, utgiven under pseudonymen Gök Gökson Gök. Åslund var far till konstnären Helmer Osslund och författaren Frida Åslund (1879–1937), vars barnböcker om busfröna Folke och Frida utspelades i stadsdelen Öst på stan i det tidiga 1900-talets Umeå. Berättelserna har betraktats som föregångare till böckerna om Emil och Madicken, och har fått sentida kritiker att kalla henne "sin tids Astrid Lindgren".

## Umeå i litteraturen

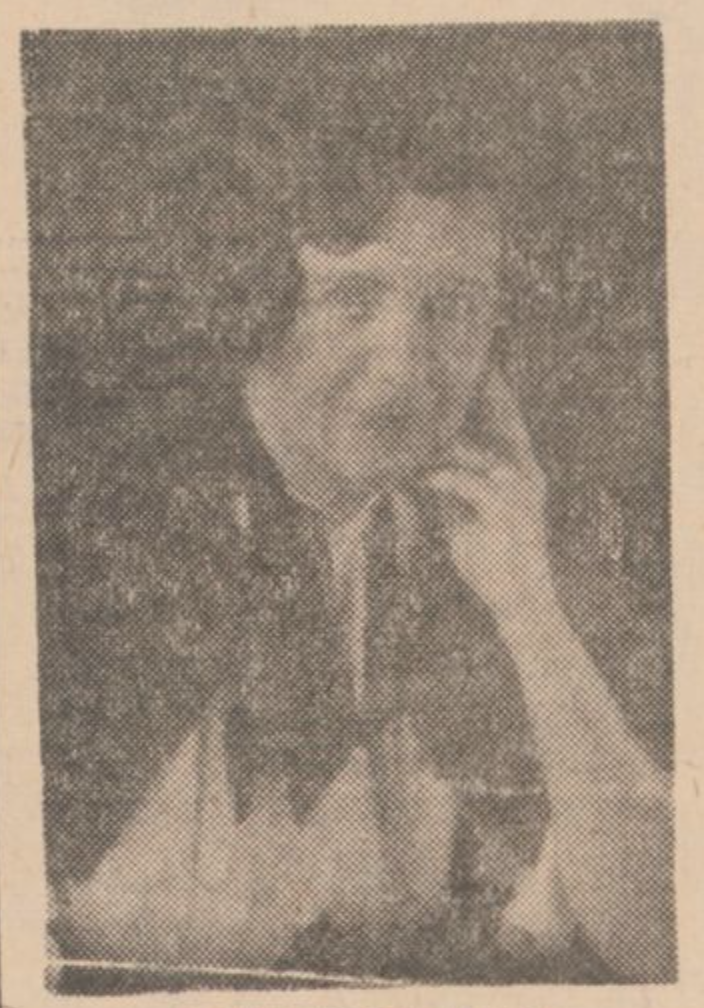
Astrid Väring.

Astrid Väring (1892–1978) brukar räknas som den första som skildrade Västerbotten och Umeå skönlitterärt. Efter att hon studerat vid  Högre lärarinneseminariet i Stockholm började hon sin karriär 1916 som kulturjournalist vid Västerbottens-Kuriren i Umeå. Romanerna från 1924 och framåt utspelar sig ofta i Västerbottnisk miljö och bygger på berättelser från den egna släkten. Så också i genombrottsromanen I som här inträden (1944) och två följande böcker, där hon anlade ett för samtiden ovanligt kritisk perspektiv på mentalvården, inte minst på Umedalens sjukhus.
En framträdande person i 1930-talets Umeå var statsvetaren och liberalen H.-K. Rönblom (1901–1965), som åren 1932–1944 var politisk redaktör på Västerbottens-Kuriren och åren 1938–1944 ledamot av kommunalfullmäktige – och således väl insatt i det politiska spelet i den växande staden. Den sista av hans tio spänningsromaner om adjunkten Paul Kennet, Mannen som höll sig undan (1964), utspelas också i Umeå – som i fiktionen benämns Fogdeböle.

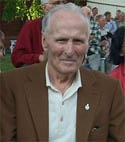
Fred Eriksson.

Kritkern Thorsten Jonsson kallade i litteraturöversikten Stor-Norrland och litteraturen romanen Blå dragoner (1936) av Curt Berg (1901–1971) för  "en älskvärd bok som skildrar garnisionsstaden Umeå med omgivningar i slutet av 1890-talet". Berg hade själv tjänstgjort vid dragonregementet K4, men var huvudsakligen verksam som musikkritiker på Dagens Nyheter och senare översättare vid Albert Bonniers Förlag. Regementslivet på K4 – inte minst den allmänna pennalismen – skildras också i Fred Erikssons (1914–2007) självbiografiska roman Basse (1953). Något mindre litterär men ändå intressant är journalisten Göran Falks (1931–2011) bok Sjukhusgatan 10, som ger en självbiografisk bild av Umeå före, under och efter andra världskriget.

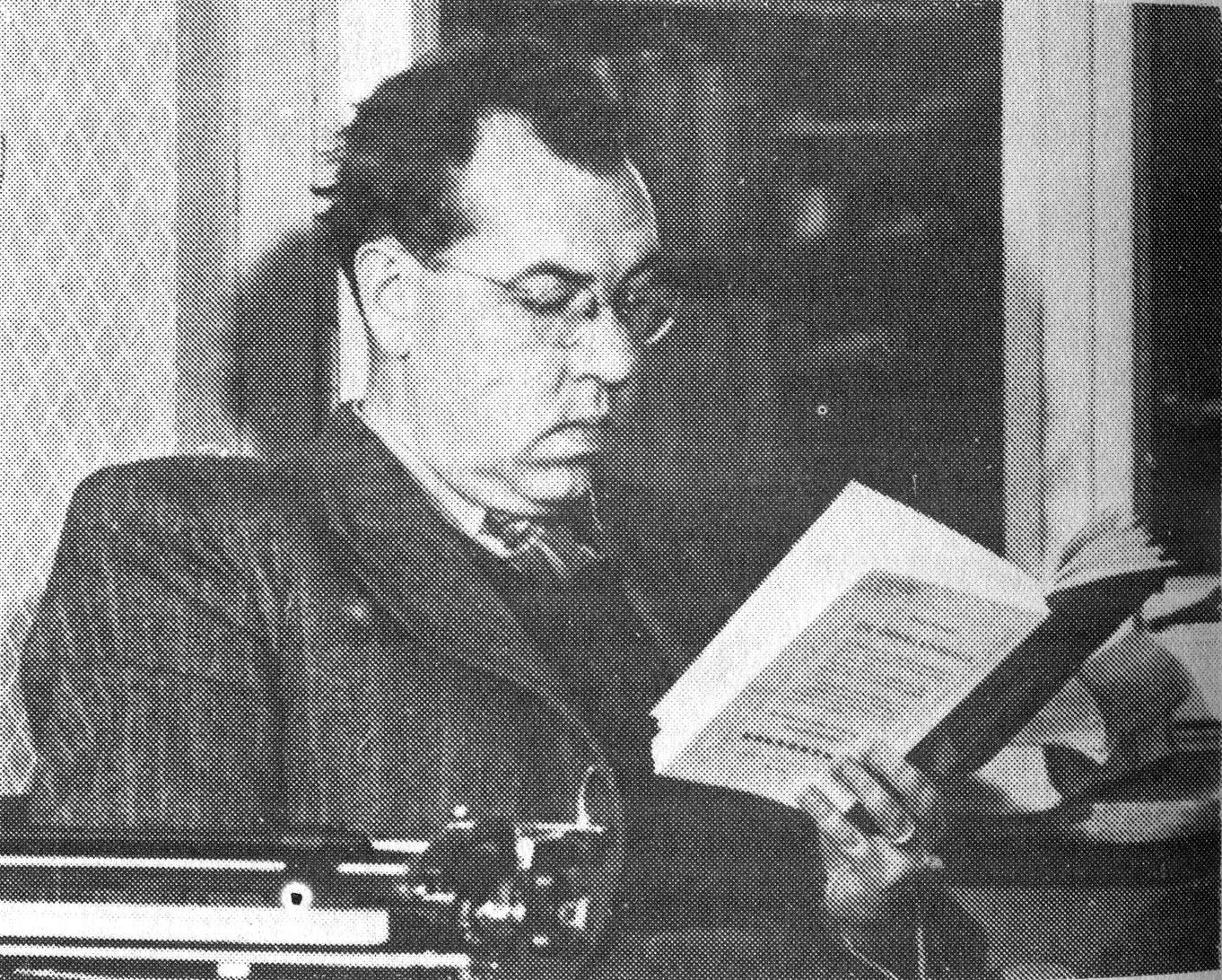
Thorsten Jonsson.

Thorsten Jonsson (1910–1950) lämnade själv hemstaden Umeå redan efter studentexamen 1928 för studier vid Stockholms högskola. Efter några års arbete som journalist på Umebladet återvände han till Stockholm där han så småningom knöts till Dagens Nyheters kulturredaktion. Jonsson översatte och introducerade John Steinbeck, William Faulkner och Ernest Hemingway till svenska, och anammade den senares hårdkokta stil i sina egna noveller – bland dem "Kyrkoherden sköter sina affärer" i samlingen Som det brukar vara (1939) och "Vinterstycke" i Fly till vatten och morgon (1941), som båda utspelar sig i den fiktiva norrländska staden Tärneå.  
Lars Widdings (1924–1994) Umeå är ingen utpräglad militärstad: ”en ’garnisonsstad’ visserligen, men också en ’stapelstad’ och en ’residensstad’ och en ’hamnstad’”. Widding växte upp i ett borgerligt hem i Umeå, tog studenten vid läroverket, och läste vid Stockholms universitet innan han fick jobb på tidningen Expressen. Han slog igenom med Årstafruns dagbok, en romansvit i tre delar 1964–1966, innan han återvände till miljön i barndomsstaden Umeå med en småstadskrönika i fyra delar, inledd med Pigan och härligheten (1978). I serien skildras livet i Umeå åren 1920–1945 med många lätt igenkännbara huvudpersoner, inte minst pigan själv, Sigrid Holmström, som senare under många år var restaurangchef på Sävargården.  
Göran Burén (f 1946) berättar i romanen Malin och sjungaren – en berättelse från Karl XI:s tid om livet i den fiktiva byn Söderfors inte långt från den då betydliga staden Umeå. Det sena 1700-talets Umeå skildras livfullt i journalisten och historikern Lennart Lundmarks (f 1942) roman Villfarelsens tid (1995), som bland annat handlar om hur staden går in i en ny tid med hjälp av sitt första tornur.
Andra författare som skrivit berättelser som mer eller mindre utspelar sig i Umeå – ibland kallad Bjureå, Boteå, Frosteå, Lumeå, Sundå, Tärneå eller Fogdeböle – är Sixten Landby (1912–1997), Fredrik Burgman (1924–1989), Sara Lidman (1923–2004), Rönnog Seaberg (1932–1976), Henri Högberg (1932–2014) och Anita Salomonsson (f 1935).

### Stig och Stig från Skellefteå

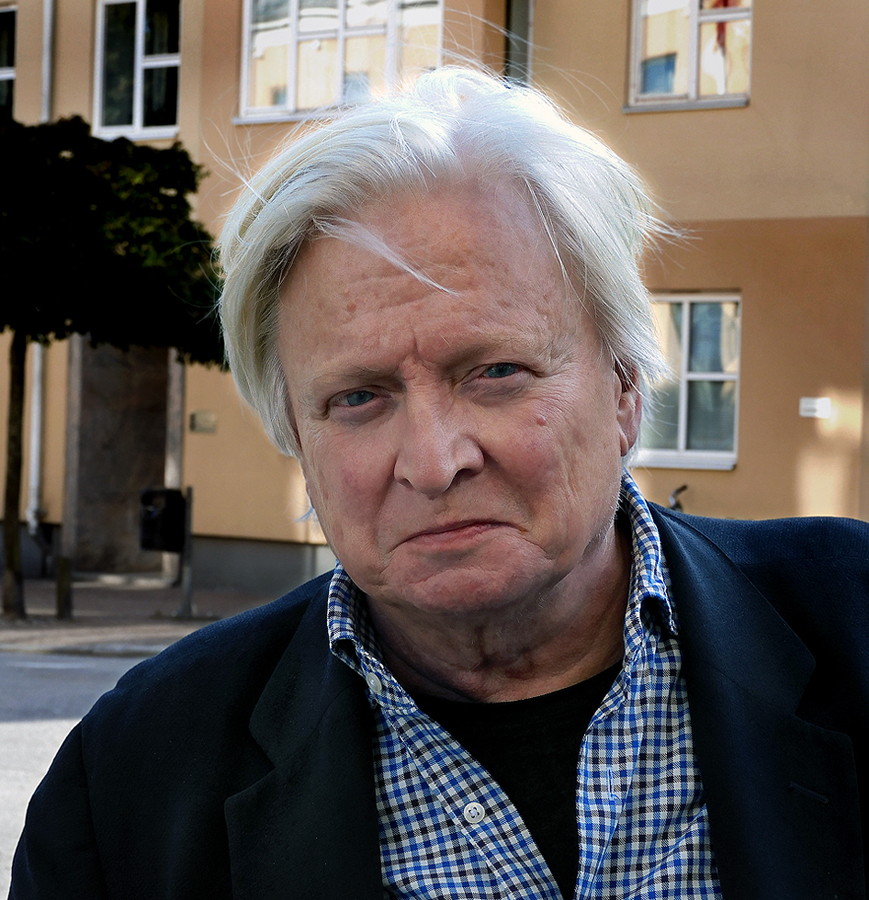
Stig Larsson.

En Stig Larsson (född 1955) flyttade med i femårsåldern med föräldrarna från Skellefteå till Umeå, där han under skoltiden var aktiv i KFML(r):s (nuvarande Kommunistiska partiets) ungdomsförbund SKU(ml). År 1976 flyttade han till huvudstaden, bedrev studier i filmvetenskap vid Stockholms universitet och antogs 1977 som elev vid regilinjen på Dramatiska Institutet (examen 1979). Han grundade tillsammans med bland andra Åke Sandgren, Horace Engdahl, Anders Olsson och Arne Melberg tidskriften Kris. Han debuterade som författare 1979 med romanen Autisterna, som 1984 följdes av den labyrintiska romanen Nyår. Den senare utspelar sig delvis i Umeå, inte minst i en filmiskt berättad episod där huvudpersonen Kenneth rymt från Umedalens mentalsjukhus och irrar längs Backenvägen mot stadens centrala delar. Senare har han varit mest framgångsrik som lyriker och dramatiker.
En annan Stig Larsson (1954–2004) flyttade i mitten av 1960-talet med sina föräldrar från Skellefteå till Umeå. För att undvika ständiga förväxlingar med en namne i staden, som även han höll på med fotografering, började han 1972 att stava sitt förnamn Stieg. Denne kom i övre tonåren i kontakt med Umeås FNL-grupper och engagerade sig politiskt, bland annat genom att skriva artiklar för tidningen Internationalen. År 1975 flyttade han till Stockholm där han fick jobb som nyhetsgrafiker vid Tidningarnas telegrambyrå (TT). På fritiden engagerade han sig i antifascistiskt arbete; från 1995 som en av grundarna av stiftelsen Expo och senare chefredaktör för dess tidning. Larsson avled i hjärtinfarkt den 9 november 2004, men efterlämnade färdiga manuskript till tre deckare, som kom att ges ut som Millennium-trilogin. Redan 2011 hade böckerna tillsammans sålt i mer än 60 miljoner exemplar i ett 50-tal länder, och renderade, postumt, författaren otaliga priser och utmärkelser. Umeå har dock inte spelat någon större roll i hans böcker.

### Utflyttade författare

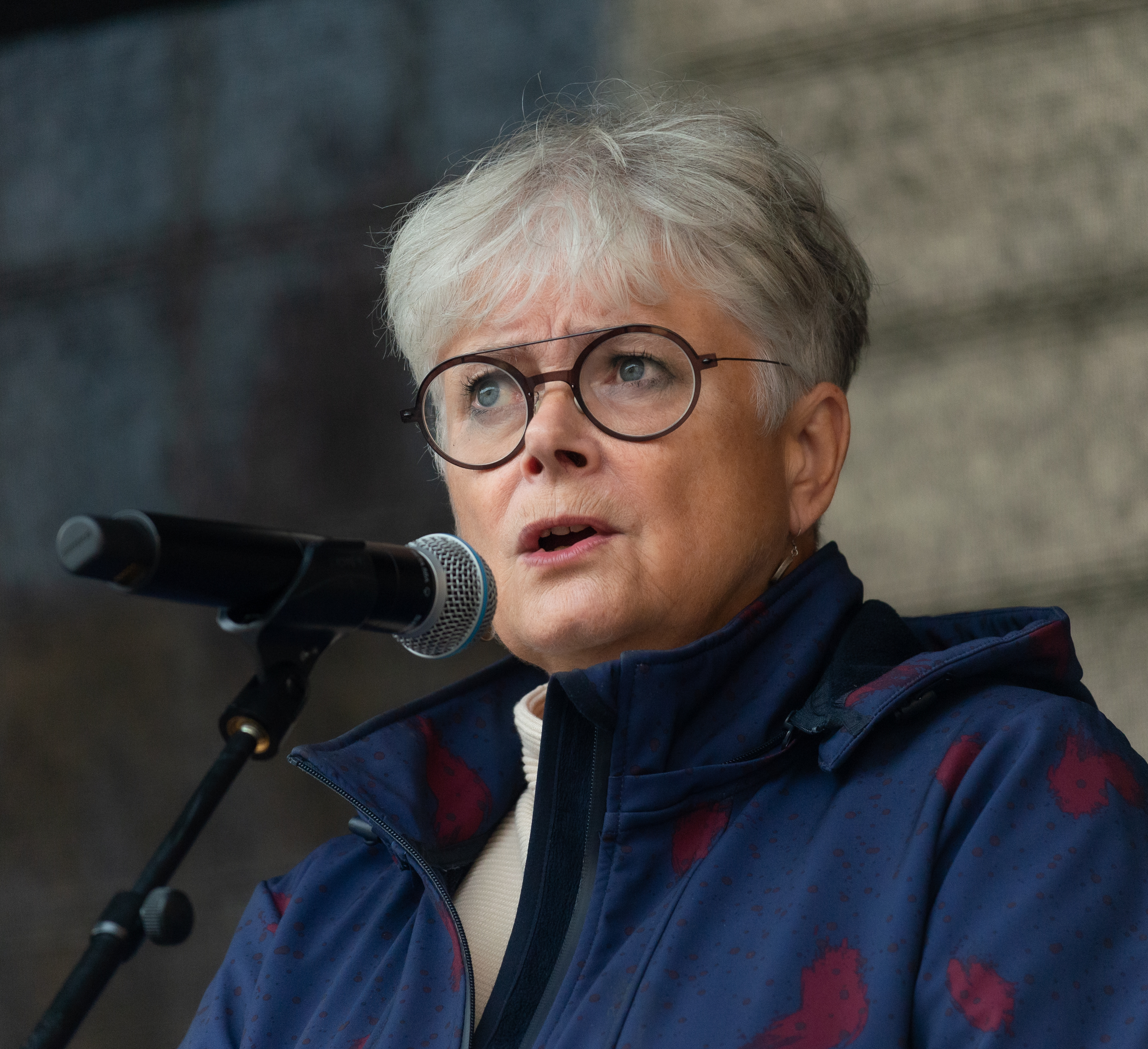
Karin Alfredsson.

Ytterligare några författare som bor eller har bott i Umeå är Lars Lundkvist (1928–2012), Katarina Mazetti (f 1944), Calle Hård (f 1946), Karin Alfredsson (f 1953), Peter Kihlgård (f 1954) Elisabeth Rynell (f 1954), Magnus Florin (ƒ 1955), Kent Lundholm (f 1958), Tony Fischier (f 1962), Karin Smirnoff (f 1964). Micke Leijnegard (f 1964), Pontus Mattsson (f 1965), Ulf Karl Olov Nilsson (f 1965), Mikael Andersson (f 1966) och Mikael Berglund (f 1977).

## Ett nytt årtusende
Om 1900-talets skildringar av Umeå till största delen författats av män märks fler kvinnor efter millennieskiftet. Så har till exempel Solja Krapu-Kallio (f 1960) excellerat i poetry slam och skrivit barnböcker, Anki Edvinsson ( f 1971) gjort Umeå till spelplats för en serie deckare. Författare som Annika Norlin (f 1977) har excellerat såväl med sångtexter (ofta under pseudonymen Säkert!) som poesi, noveller och romanen Stacken. Även Ida Linde (f 1980) och Pernilla Berglund (f 1982) har rört sig över genregränser.

## Umebor inom och runt litteraturen

### Litteraturvetare i urval
- Sverker R. Ek (1930–2019), professor i litteraturvetenskap med drama-teater-film vid Umeå universitet
- Birgitta Holm (1936– ), författare och professor emerita vid Uppsala universitet
- Lena Kjersen Edman (1942– ), bibliotekarie och kulturskribent
- Anders Öhman (1953– ), professor emeritus i litteraturvetenskap och litteraturdidaktik vid Umeå universitet
- Annelie Bränström Öhman (1960– ), professor i litteraturvetenskap och genusvetenskap
- Erik Jonsson (1987– ), litteraturvetare, kulturskribent och arrangör av festivalen Littfest.

### Litteratörer med anknytning till Umeå
Karin Alfredsson journalist & författare - Gunnar Balgård kulturjournalist & författare - Curt Berg författare & översättare - Pernilla Berglund författare - Göran Burén författare - Fredrik Burgman journalist & författare - Petrus Dahlin barnboksförfattare - Anki Edvinsson programledare & författare - Göran Everdahl kulturjournalist & filmvetare - Tony Fischier - konstnär, författare & journalist Magnus Florin författare & regissör - Anneli Furmark serieskapare - Gök Gökson Gök författare (pseudonym) - Calle Hård journalist & författare - Henri Högberg journalist & författare - Sune Jonsson fotograf & författare - Thorsten Jonsson journalist, översättare & författare - Peter Kihlgård författare - Solja Krapu estradpoet & författare - Sixten Landby kraftkarl & poet - Stieg Larsson författare - Stig Larsson författare - Micke Leijnegard TV-journalist & författare - Sara Lidman författare - Jörgen Lind författare - Ida Linde författare - Gustaf Lindwall lärare & författare - Lars Lundkvist författare - Lennart Lundmark historiker & författare - Pontus Mattsson journalist & författare - Katarina Mazetti radiojournalist & författare - Bertil Mårtensson filosof & författare - Ulf Karl Olov Nilsson psykolog & författare - Calle Norlén nöjesjournalist m.m. - Elisabeth Rynell författare - H.-K. Rönblom journalist & författare - Johan Schönheit fältskär & översättare - Rönnog Seaberg författare & konstnär - Pehr Stenberg präst & självbiografisk författare - Kerstin Vinterhed litteraturvetare, journalist & präst - Astrid Väring författare & journalist - Lars Widding författare & journalist - Frida Åslund författare